# N28 (België)
De N28 is een gewestweg in de Belgische provincies Oost-Vlaanderen, Vlaams-Brabant en Waals-Brabant. Deze weg vormt de verbinding tussen Nijvel en Ninove.
De totale lengte van de N28 bedraagt 39,2 km.

## Plaatsen langs de N28
- Nijvel
- Ophain-Bois-Seigneur-Isaac
- Haut-Ittre
- Kasteelbrakel
- Halle
- Pepingen
- Leerbeek
- Neigem
- Meerbeke
- Ninove

## N28a
De N28a is een stukje weg bij Pepingen. De iets meer dan 200 meter lange weg vormt de buitenkant van de bocht van de N28.